# محافظة الدرعية
محافظة الدرعية هي المحافظة الأولى في المملكة العربية السعودية. يحدها من الشمال محافظة حريملاء، ومن الجنوب محافظة ضرما ومدينة الرياض، ومن الشرق مدينة الرياض، ومن الغرب حريملاء ومحافظة ضرما. تبلغ مساحتها 2020 كيلومتر مربع، ويبلغ عدد سكانها 95,834 ألف نسمة حسب تعداد السعودية 2022. بها آثار بلدة الدرعية القديمة التي كانت عاصمة الدولة السعودية الأولى قبل أن يهدمها العثماني إبراهيم باشا عام 1818 م بعد معارك ضارية مع سكانها، كما تقع ضمن حدود المحافظة مركز العيينة والجبيلة الذي تقع فيه مقبرة الصحابة الذين قتلوا في حروب الردة مع مسيلمة وبني حنيفة، بالإضافة إلى منتزه شعيب الحيسية وكلية الملك عبد العزيز الحربية، كما يقع مركز سدوس ضمن حدود المحافظة. ومحافظ الدرعية هو الأمير فهد بن سعد بن عبد الله آل سعود منذ 9 أبريل 2023.
في سنة 2010، أعلنت منظمة الأمم المتحدة للعلوم والتربية والثقافة أن حي الطريف في مدينة الدرعية موقع تراث عالمي، وبذلك يصبح ثاني موقع في السعودية ينضم إلى قائمة مواقع التراث العالمي إلى جانب مدائن صالح.

## التقسيمات الإدارية للمحافظة
تنقسم الدرعية إدارياً إلى مدينة واحدة هي الدرعية، وإلى 6 مراكز إدارية كالآتي:
1. مركز العيينة والجبيلة: تقع العيينة في شمال غرب الدرعية على مسافة 30 كيلاً، وتقع الجبيلة في شرق العيينة على مسافة 7 كيلو متر. بها من الدوائر الحكومية: دفاع مدني، فرع زراعي، محكمة، كتابة عدل، بلدية، مركز هيئة، شرطة، مكتب بريد، ومكتبة عامة. ويقطنها 24931 نسمة.
2. مركز العمارية: تقع العمارية في شمال الدرعية على مسافة 25 كيلاً، ويقطنها 24931 نسمة.
3. مركز سلطانة: تقع شمال الدرعية على مسافة 35 كيلو، ويقطنها 1331 نسمة.
4. مركز سدوس: تقع في شمال غرب الدرعية على مسافة 53 كيلاً، ويقطنها 926 نسمة.
5. مركز حزوى: تقع في شمال غرب الدرعية على مسافة 60 كيلاً، ويقطنها 137 نسمة.
6. مركز بوضة (هجرة المفاقيع): تقع في شمال غرب الدرعية على مسافة 38 كيلاً، ويقطنها 443 نسمة.

## وصلات خارجية
- إمارة منطقة الرياض